# Allocnemis wittei
Allocnemis wittei – gatunek ważki z rodziny pióronogowatych (Platycnemididae). Występuje w Afryce Subsaharyjskiej – stwierdzono go w Zambii i Demokratycznej Republice Konga; być może występuje też w Mozambiku i Zimbabwe.